# Деф Лепард
Деф Лепард (Def Leppard) е британска рок група, създадена през 1977 година в Шефилд.

## История
В състава ѝ влизат Джо Елиът (Joe Elliott) – вокал, Пийт Уилис (Pete Willis) – китара (до 1981 г.), Фил Колън (Phil Collen) – китара (след 1982 г.), Стив Кларк (Steve Clark) – китара, Рик Савидж (Rick Savage) – бас, Рик Алън (Rick Allen) – ударни. Групата е една от младите английски хевиметъл банди, които привличат вниманието на публиката през 80-те. Известност добива още с първото си EP „Getcha Rocks Off“ (1978), последвано от турне в САЩ.
В началото на 80-те издават още два албума, които поради една или друга причина не придобиват известност.
След издаването на култовия албум „Pyromania“ 1983 групата става изключително известна, а албумът става 7 пъти платинен. През тези години Деф Лепард поставят началото на новия по-модерен начин на свирене и пеене в рок музиката. През 1983 година Пийт Уилис е отстранен от групата заради честите му злоупотреби с алкохола.
На следващата година музикантите издават малко известният албум „First Strike“, това всъщност са демо записи на техни парчета от 1979. Плочата не придобива популярност. В днешни дни дори трудно се намира.
През 1985 година Деф Лепард преживява тежка криза, след като барабанистът Рик Алън шофирал пиян и катастрофира тежко навръх Нова година. Останалите от групата отказват да му търсят заместник и предпочитат да спрат записи за 2 години. След като се възстановява и въпреки че е останал без лява ръка, Алън продължава да свири (със специално приспособен за недъга му комплект барабани) и участва в записването на албума „Hysteria“ (1987), който се изкачва до първо място в класациите на „Билборд“.
На 8 януари 1991 година умира техният китарист Стив Кларк. Официалната версия е, че е починал вследствие на смесицата от антидепресанти, болкоуспокояващи (предписани, поради травма на реброто) и алкохол (три пъти над Британската норма), които е приел. На негово място идва Вивиан Кампбел. Самият той е откритие на Дио, като преди това е свирил и в Уайтснейк.

## Дискография

### Албуми
1. The Def Leppard E.P. (1978)
2. On Through the Hight (1980)
3. High`n`Dry (1981)
4. Pyromania (1983)
5. Hysteria (1987)
6. Adrenalize (1992)
7. Slang (1996)
8. Euphoria (1999)
9. X (2002)
10. Yeah! (2006)
11. Songs From the Sparkle Lounge (2008)
12. Def Leppard (2015)
13. Diamond Star Halos (2022)
14. Drastic Symphonies Def Leppard with the Royal Philharmonic Orchestra (2023)

The Def Leppard World – Discography Архив на оригинала от 2011-02-02 в Wayback Machine.

### Компилации
1. Retro Active (1993)
2. Vault: Def Leppard Greatest Hits (1980-1995) (1995)
3. Best of Def Leppard (2004)
4. Rock of Ages: The Definitive Collection (2005)

## Деф Лепард в България
- 2008 София – Стадион „Академик“